# Концлагеря. Дорога в ад
«Концлагеря. Дорога в ад» — шестисерийный документальный фильм (документальная драма) Фёдора Стукова о нацистских концлагерях. В фильме отображена вся история лагерей от их создания в 1933 году до ликвидации в 1945 году.

## Сюжет

### Фильм 1-й. «Начало»
Первая серия документального фильма о том, с чего началась история концентрационных лагерей и кому пришла в голову эта бесчеловечная и страшная идея. В фильме использованы воспоминания бывших узников концлагерей и советских военнопленных, записи из дневников тех, кто жил в те годы в Германии, тексты записок, оставленных грядущим поколениям узниками Освенцима, а также фрагменты мемуаров коменданта этого лагеря Рудольфа Хёсса. Самые значительные события, о которых говорится в фильме, восстановлены посредством художественной реконструкции.

### Фильм 2-й. «Плен»
Первыми пленными Второй мировой войны стали поляки. С этого момента и начинается одна из самых темных историй нацистских концлагерей — лагерей для военнопленных.
Отношение нацистов к военнопленным было не одинаковым. Американцам, французам, англичанам и другим представителям стран-участниц Женевской конвенции было разрешено получать письма, посылки и денежные переводы из дома. Их лечили, одевали и позволяли покупать продукты в лагерном магазине. К советским солдатам относились совершенно по-другому.

### Фильм 3-й. «Уничтожение»
Фильм посвящён «программе расовой гигиены». Расовая теория легла в основу фашистской политики и идеологии и повлекла за собой чудовищную практику «узаконенного» уничтожения целых народов и национальных меньшинств, непримиримо относившихся к фашизму. Уничтожению подлежали все евреи как «загрязняющие» расу, цыгане — в качестве социально опасных элементов общества, люди с коммунистическими взглядами и т. д. Машина уничтожения работала исправно — для этого использовался новый газ «Циклон Б».

### Фильм 4-й. «Фабрика смерти»
Эта серия документального фильма посвящена истории польских лагерей и быту в концентрационном лагере. Также в фильме описывается история Рудольфа Хесса — коменданта самого страшного лагеря — Аушвица. После краха Третьего рейха открылись ужасающие подробности содержания узников в лагере — злодеяния эсэсовской охраны, медицинские эксперименты на людях, пытки.

### Фильм 5-й. «Ночь и туман»
В этом фильме рассказывается как согласно секретному декрету Гитлера, все участники сопротивления должны были быть уничтожены, и операция «Ночь и туман» была призвана осуществить этот приказ. Внезапно исчезающие из концлагерей узники вдруг обнаруживались в Натцвеллере, фабрике смерти, устроенной на месте горнолыжного курорта. Здесь пленникам была уготована особая судьба — стать жертвами чудовищных медицинских экспериментов, и проводились они не только в Натцвеллере. Эта серия о жертвах Менгеле — Докторе-Смерть.

### Фильм 6-й. «Расплата»
Заключительный фильм рассказывает об операции «Бернхард». Операция возглавлялась штурмбаннфюрером СС Бернхардом Крюгером, именем которого она и была названа. Крюгер подобрал среди заключенных-евреев Заксенхаузена и других концлагерей команду из 142 граверов, печатников, художников и фальшивомонетчиков. Под тайное производство были выделены два отдельных барака в Заксенхаузене, где участвовавшим в работе были обеспечены лучшие условия жизни, чем обычным заключенным. Работа началась в 1942 году. Много времени ушло на организацию производства: изготовление печатных матриц, подбор нужного состава бумаги, водяных знаков и раскрытие алгоритма генерации серийных номеров. К концу 1943 года производилось примерно по миллиону фунтов в месяц. Качество подделок было очень высоким — даже банковские специалисты лишь с трудом могли отличить их. Немцы использовали фальшивые деньги для оплаты важного импорта и оплаты работы агентов германской разведки, то есть для подрыва экономик стран, борющихся с фашизмом.

## Съёмочная группа
- Автор сценария: Екатерина Киркевич
- Режиссёр-постановщик: Фёдор Стуков
- Режиссёр: Тадеуш Летунов
- Оператор-постановщик: Андрей Кузнецов
- Оператор: Олег Сологуб
- Художник-постановщик: Михаил Абрамов-Лещинский
- Редактор хроники: Роман Шебалин

## Награды
- ТЭФИ-2010. Победитель национального телевизионного конкурса в номинации «Телевизионный документальный сериал»[2].